# Ton Weijmer
Antonius Frederik (Ton) Weijmer (Amsterdam, 27 mei 1947) is een Nederlands voormalig profvoetballer die als linksbuiten speelde.

## Carrière
Hij speelde in de jeugd van de Oostzaanse club OSV samen met Rob Rensenbrink. In 1966 vertrok hij naar Ajax; echter moest hij na een jaar in militaire dienst. Op het militair wereldkampioenschap voetbal in Bagdad speelde hij als linksachter. Na terugkomst maakte Weijmer een transfer naar FC Wageningen waar na 3 jaar een ongeluk op het trainingsveld een einde maakte aan Weijmers profcarrière.

## Carrièrestatistieken
| Seizoen         | Club            | Land            | Competitie      | Competitie | Competitie | Beker | Beker | Internationaal | Internationaal | Overig | Overig | Totaal | Totaal |
| Seizoen         | Club            | Land            | Competitie      | Wed.       | Dlp.       | Wed.  | Dlp.  | Wed.           | Dlp.           | Wed.   | Dlp.   | Wed.   | Dlp.   |
| --------------- | --------------- | --------------- | --------------- | ---------- | ---------- | ----- | ----- | -------------- | -------------- | ------ | ------ | ------ | ------ |
| 1966/67         | Ajax            | Nederland       | Eredivisie      | 1          | 0          | 0     | 0     | 0              | 0              | 0      | 0      | 1      | 0      |
| 1967/68         | Ajax            | Nederland       | Eredivisie      | 0          | 0          | 0     | 0     | 0              | 0              | 0      | 0      | 0      | 0      |
| 1968/69         | Wageningen      | Nederland       | Eerste divisie  | –          | –          | –     | 0     | 0              | 0              | 0      | 0      | –      | –      |
| 1969/70         | Wageningen      | Nederland       | Tweede divisie  | –          | 2          | –     | 0     | 0              | 0              | 0      | 0      | –      | 2      |
| 1970/71         | Wageningen      | Nederland       | Eerste divisie  | –          | –          | –     | 0     | 0              | 0              | 0      | 0      | –      | –      |
| Carrière totaal | Carrière totaal | Carrière totaal | Carrière totaal | –          | –          | –     | 0     | 0              | 0              | 0      | 0      | –      | –      |

## Erelijst
Ajax
| Nationaal     |    |                  |
| Landskampioen | 2x | 1966/67, 1967/68 |
| KNVB Beker    | 1x | 1966/67          |